# ۱۰۱۹ (قمری)
۱۰۱۹ (قمری)، هزار و نوزدهمین سال در گاهشماری هجری قمری است. اول محرم این سال برابر با بیست و ششم مارس سال ۱۶۱۰ میلادی است.